# Messy Little Raindrops
 (juin 2012).
Si vous disposez d'ouvrages ou d'articles de référence ou si vous connaissez des sites web de qualité traitant du thème abordé ici, merci de compléter l'article en donnant les références utiles à sa vérifiabilité et en les liant à la section « Notes et références ».

Messy Little Raindrops est le deuxième album de Cheryl Cole, publié le 29 octobre 2010 au Royaume-Uni.
L'album comprend 12 titres (15 pour la version européenne)[réf. nécessaire], dont plusieurs featurings avec différents artistes comme Travie McCoy, Dizzee Rascal, August Rigo ou encore son producteur will.i.am.
L'album s'est écoulé à plus de 300 000 exemplaires[réf. nécessaire].
Deux titres sont sortis en singles : Promise This et The Flood.